# Juan Vázquez de Mella
Juan Vázquez de Mella y Fanjul (Cangas de Onís, 8 de junho de 1861 - Madrid, 26 de fevereiro de 1928) foi um político e filósofo católico, de linha tradicionalista espanhola, que lutou pela restauração do carlismo.